# Trae Waynes
(en) Statistiques sur pro-football-reference
Trae Waynes, né le 25 juillet 1992 à Kenosha, est un joueur américain de football américain. Cornerback, il a évolué pour les Bengals de Cincinnati et les Vikings du Minnesota de la National Football League (NFL).

## Biographie

### Carrière universitaire
Il rejoint l'Université d'État du Michigan en 2011 et a joué pour les Spartans de Michigan State de 2012 à 2014.

### Carrière professionnelle
Il est sélectionné à la 11e place de la draft 2015 de la National Football League par les Vikings du Minnesota et est le premier cornerback sélectionné durant cette séance. 
Il signe en mars 2020 avec les Bengals de Cincinnati pour trois ans et un montant de 42 millions de dollars.
Il est libéré par les Bengals le 21 mars 2022.